# Ермолаев, Виталий Юрьевич
Виталий Юрьевич Ермолаев (р. 19 января 1962, Москва) — российский живописец и график. Член-корреспондент Российской Академии Художеств (2022), Член-корреспондент Петровской Академии науки и искусства (2023), Лауреат конкурса имени Виктора Попкова (2005г., 2020г.). Член Союза художников России, Московского Союза художников, Международного Художественного фонда. Награждён Золотой медалью Союза художников России (2023г.), Серебряной медалью Союза художников России (2018г.), медалью Московского союза художников (2018г.), Золотой медалью ВГИК (2021г.), Медалью МГАХИ имени В.И. Сурикова (2022г.).

## Биография
Виталий Ермолаев родился в Москве. Рисовать начал в детстве. Окончил МСХШ при институте им. Сурикова в 1980 году. Окончил Художественный факультет ВГИК в 1986 году. Профессор кафедры рисунка и живописи Всероссийского государственного университета кинематографии имени С. А. Герасимова (ВГИК, с 2011г.).

## Творчество
Виталий Юрьевич Ермолаев — основоположник галантного направления в живописи конца XX — начала XXI века. Его творчество обращено в основном к куртуазному XVIII столетию с его праздностью, карнавальностью, изысканностью быта, костюмов и интерьеров. Действия ироничных жанровых картин разворачиваются на фоне старинных усадеб и архитектурных шедевров трехсотлетней давности. Работы Виталия Ермолаева — это творческий прорыв, проникновение в быт и нравы эпохи, отдалённой от нас тремя столетиями.
Виталий Ермолаев — участник многочисленных художественных выставок в России и за рубежом. Первая персональная выставка Виталия Ермолаева прошла в 1994 году. В 2015 году в Третьяковской галерее в рамках презентации «Сказки о принцессе Фике» состоялась персональная экспозиция Виталия Ермолаева. За свою творческую жизнь Виталий Ермолаев провёл тридцать одну персональную выставку.
Работы Виталия Ермолаева находятся:
- Государственный музей-заповедник «Царское Село»;
- Государственный музей-заповедник «Коломенское»[5];
- Калужский музей изобразительных искусств[6];
- Национальная художественная галерея республики Марий Эл, Йошкар-Ола[7];
- Камчатский краевой художественный музей[8][9].
- Ульяновский областной художественный музей.

Также работы находятся в частных собраниях США, Канады, Германии, Франции, Австрии, Чехии, Швейцарии, Норвегии, Испании, России, Украины, Латвии, Польши, Литвы.